# Mario Pani
Mario Pani Darqui (Ciudad de México; 29 de marzo de 1911 - 23 de febrero de 1993) fue un arquitecto y urbanista mexicano. Promovió el funcionalismo y el estilo internacional en sus obras, así como de las ideas de Le Corbusier en México. Su legado abarca 136 proyectos en los que abordó todas las tipologías. Entre sus obras más destacadas se encuentran el Conjunto Urbano Nonoalco Tlatelolco y el Conservatorio Nacional de Música. En 1986 recibió el Premio Nacional de las Artes. El archivo de su legado está en la Biblioteca Cervantina del Tecnológico de Monterrey. Hoy en día, hay una calle en su nombre en Ciudad de México, en la financiera zona de Santa Fe.

## Biografía
Fue el cuarto hijo del matrimonio del ingeniero y político Arturo Pani Arteaga y de Dolores Darqui, hija del empresario minero Manuel Darqui, hombre allegado a Porfirio Díaz. Fue sobrino del ingeniero y también político Alberto J. Pani, personaje de la época posrevolucionaria que realizó obras de infraestructura hidráulica al término de la revolución. También fue descendiente del general Jesús Terán, ministro de Relaciones Exteriores durante el gobierno de Ignacio Comonfort.

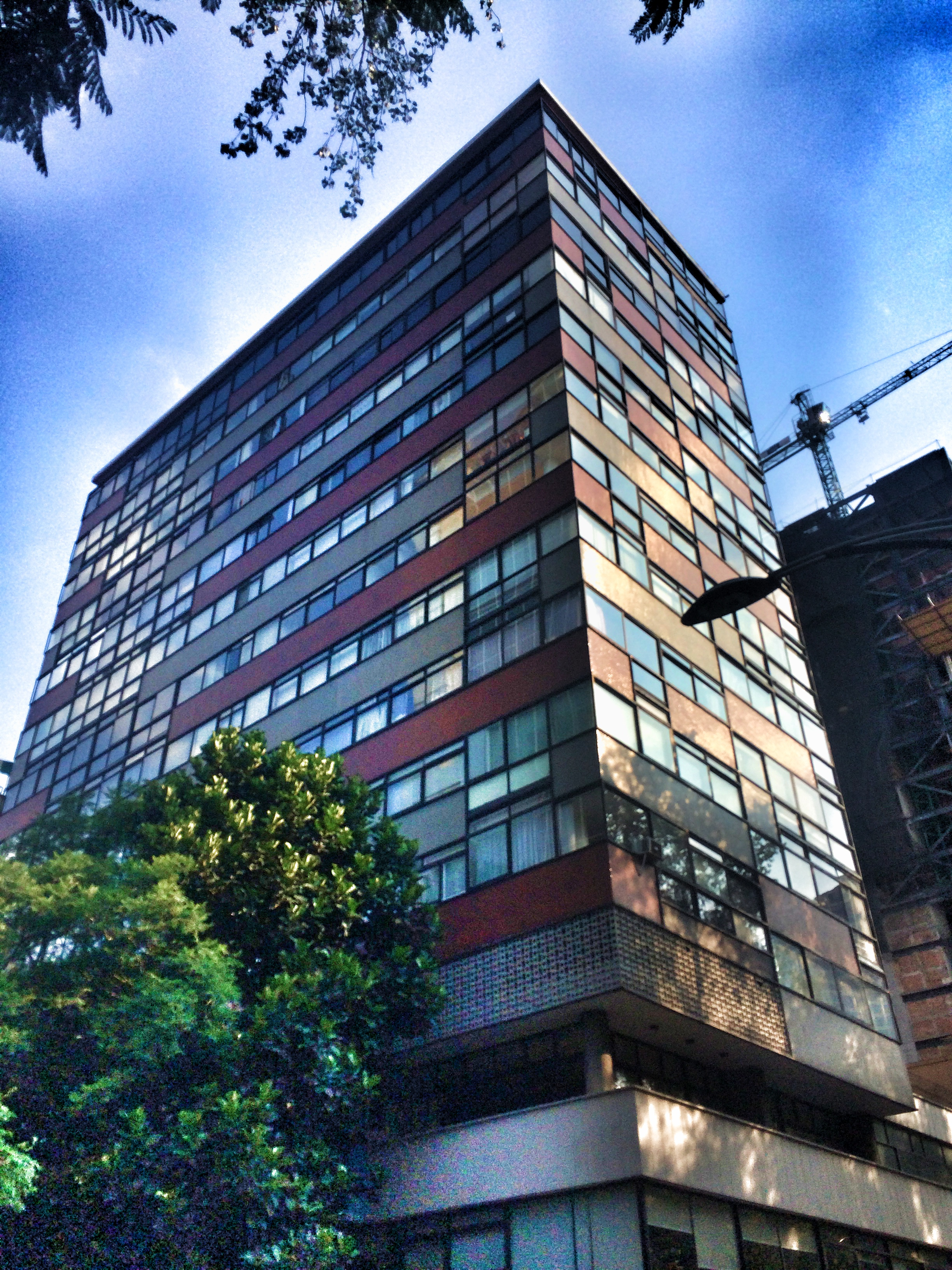
Reforma 368, Ciudad de México (1956).

Pani llevó a cabo sus estudios de primaria tanto en Ciudad de México, como en Italia, y los secundarios y preparatorios en el Liceo Janson de Sailly, de París. La carrera de arquitecto la realizó en la Escuela Nacional de Bellas Artes de París, Francia; en junio de 1934 obtuvo su título, el cual fue revalidado en octubre del mismo año por la Universidad Nacional Autónoma de México. 
Fue fundador del Colegio de Arquitectos de México (1946) y de la revista Arquitectura (posteriormente llamada "Arquitectura México") (1948), la cual publicó la obra de arquitectos como Augusto H. Álvarez, Juan O'Gorman, José Villagrán García, Vladimir Kaspé y Mathias Goeritz. La revista fue publicada por más de cuarenta años, en 119 números, teniendo una enorme influencia en la arquitectura mexicana del siglo XX.
Importó las tendencias más novedosas de la primera mitad del siglo XX y dio forma a una buena parte de la fisonomía urbana de la Ciudad de México, con edificios emblemáticos y característicos de dicha urbe como la Ciudad Universitaria de la UNAM, el Conjunto Urbano Nonoalco Tlatelolco, la Escuela Normal Superior, el Conservatorio Nacional de Música y diversos multifamiliares.

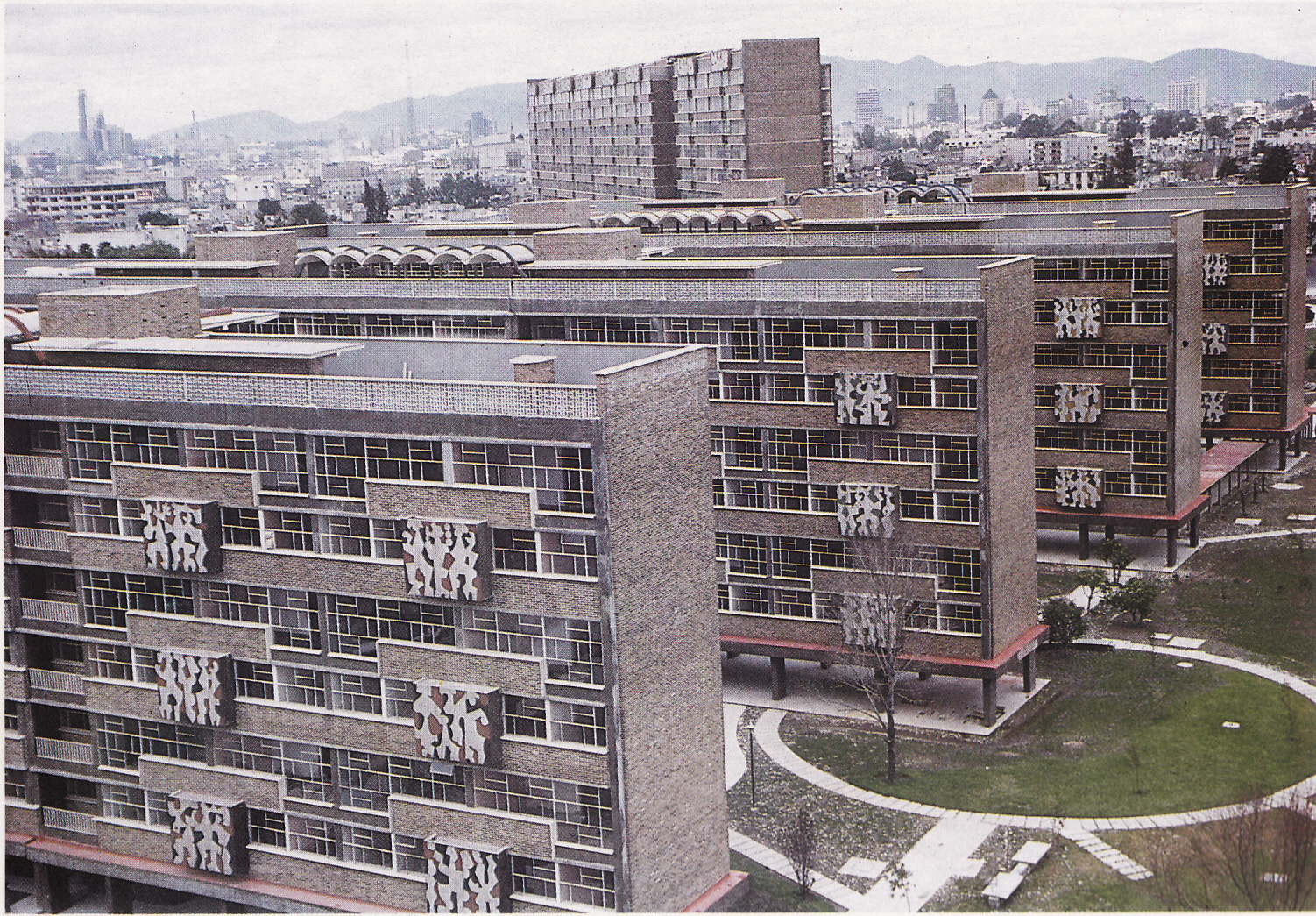
Multifamiliar Juárez, Ciudad de México.

Los problemas de urbanismo y planificación le absorbieron considerablemente, pues desde 1945 elaboró un vasto proyecto para el Crucero de Reforma-Insurgentes del cual sólo se concretó el Hotel Plaza. En su taller de urbanismo que abrió en 1948 junto con el arquitecto José Luis Cuevas se trazaron, entre otros proyectos de magnitud, los de la planificación de la zona sur-oriente de la Ciudad de México, la industrial de Guadalajara, Jalisco, la regional de Acapulco, Guerrero, y el de la región henequenera de Yucatán. Compartiendo responsabilidad con el arquitecto Enrique Del Moral, tuvo a su cargo la planificación general y proyecto de conjunto de la Ciudad Universitaria de la UNAM.

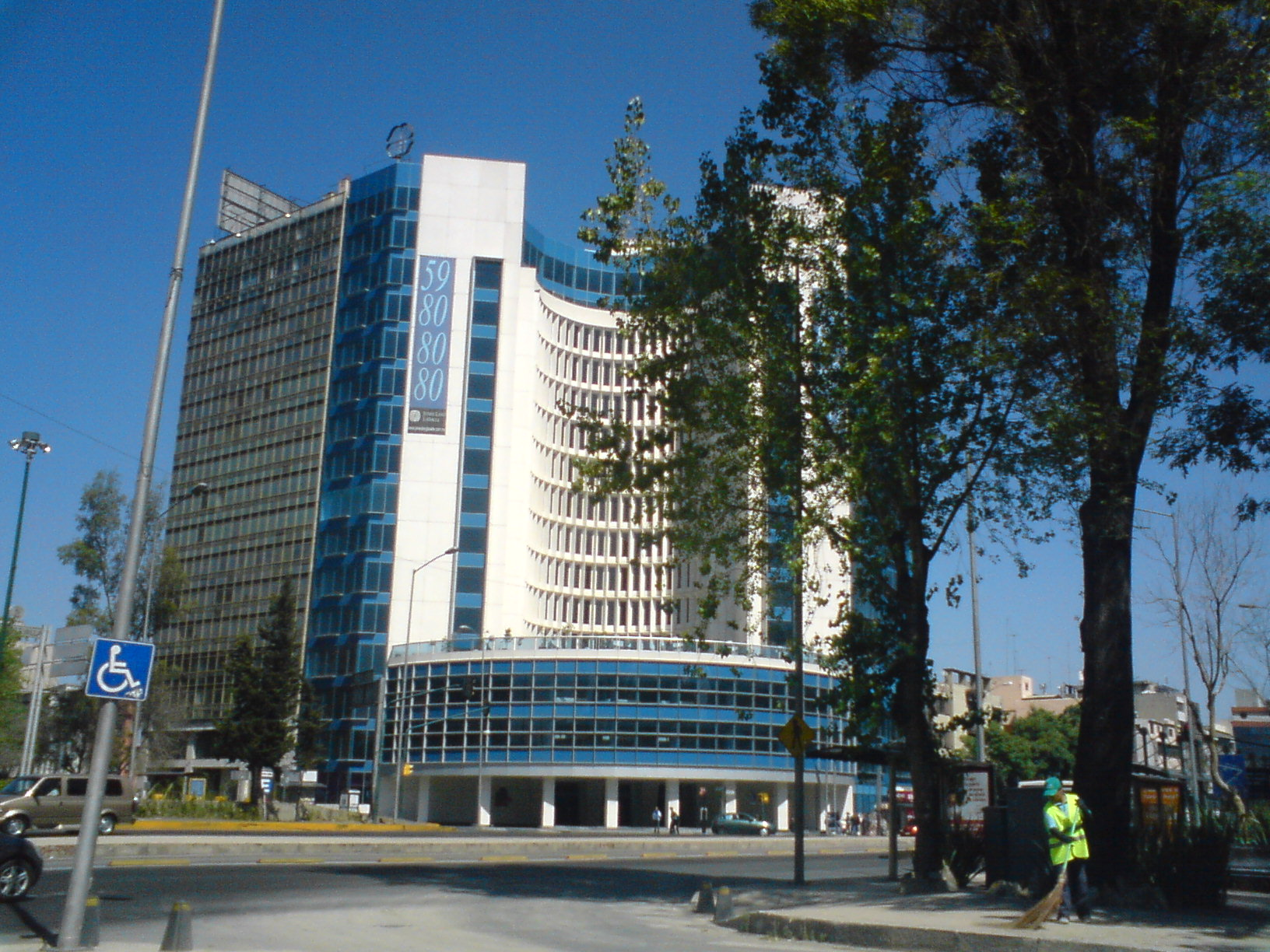
Hotel Plaza, Ciudad de México.

Pani fue un gran innovador de la morfología urbana de la Ciudad de México y construyó en la mayor parte de ella, desarrollando y participando en los planes urbanísticos más ambiciosos e importantes del siglo XX en México, como Ciudad Satélite (que diseñó junto con Domingo García Ramos y José Luis Cuevas), Tlatelolco, los multifamiliares Juárez y Miguel Alemán, y el Condominio en la Av. Paseo de la Reforma, el primero de su tipo en el país.
Sin embargo muchos de ellos se vieron truncados por las políticas sexenales, el antagonismo por parte de gobernantes hacia el arquitecto -el presidente mexicano Gustavo Díaz Ordaz pensó que no era mexicano-, la burocracia y los intereses particulares de funcionarios y desarrolladores inmobiliarios como en el caso de Ciudad Satélite. Durante años fue socio del arquitecto Salvador Ortega.
En sus obras más destacadas procuró ligar las artes plásticas con la arquitectura y oportunamente, llamó a colaborar con él a artistas como José Clemente Orozco, Carlos Mérida, Luis Ortiz Monasterio, Armando Quezada, Germán Cueto y otros.
Fue miembro del jurado internacional de la Bienal de Sao Paulo (1951), junto con los arquitectos Siegfried Giedion, de Zúrich, y Junzo Sakakura, de Tokio. Fue profesor de composición en la Escuela Nacional de Arquitectura (hoy Facultad de Arquitectura). Recibió el Gran Premio de la Academia Nacional de Arquitectura en (1984) de la que fue miembro y fundador, y el Premio Nacional de las Artes en (1986). Entre otras cosas reinstaló el Premio Alberto J. Pani para estudiantes de arquitectura.

## Obras y proyectos

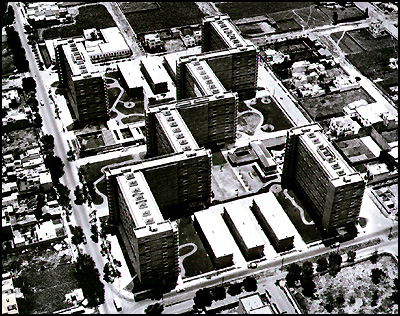
Multifamiliar Miguel Alemán, en Ciudad de México.

La siguiente es una lista con las obras y proyectos del arquitecto mexicano Mario Pani Darqui. Las fechas se encuentran ordenadas en orden cronológico y corresponden al inicio de las obras y/o proyectos.

### De 1935 a 1939
- 1935

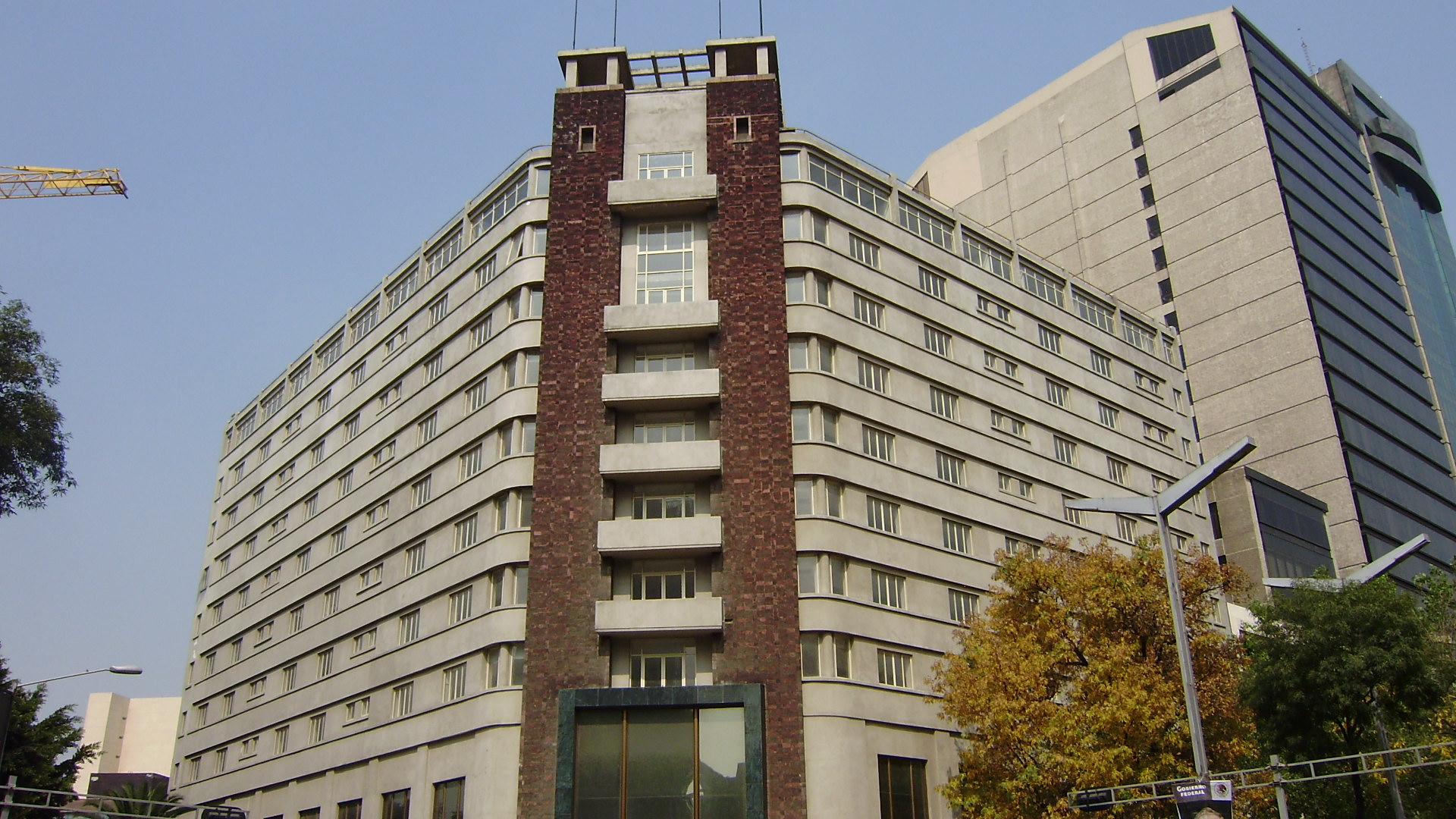
Hotel Reforma, Ciudad de México.

  - Casa Pani, (calle Lieja # 10 , Ciudad de México, demolida)
  - Hotel Reforma (Av. Paseo de la Reforma # 124 y calle París, Ciudad de México, dañado parcialmente en los sismos de 1985)
- 1938
  - Casa Tomás Bay, (calle Patricio Sanz, Ciudad de México)
  - Estadio olímpico Marte R. Gómez de Ciudad Victoria, (Ciudad Victoria, Tamaulipas)
  - Suites de Sotos Arms, (calle Ramón Guzmán [hoy Insurgentes Norte] # 96, Ciudad de México)
- 1939
  - Edificio de departamentos, (calle Toledo y Av. Chapultepec, Ciudad de México)
  - Edificio de departamentos, (Av. Mazatlán, Ciudad de México)
  - Tres edificios de departamentos, (calle Hamburgo #239, #295 y #297, Ciudad de México) (podrían ser más bien los tres edificios contiguos desde el número 289 al 293, ya que dichos tres, pese a que se ve que han sido remodelados, conservan elementos que revelan que fueron hechos conjuntamente y dentro del estilo recurrido por Mario Pani)

### De 1940 a 1944
- 1940
  - Edificio residencial, (calle Río Tigris #36 Ciudad de México)
- 1942
  - Residencia unifamiliar, (Rincón del Bosque #2, Ciudad de México)
  - Edificio de departamentos, (calle Alpes # 1105, Ciudad de México)
  - Hotel Alameda, (Morelia, Michoacán)
- 1943
  - Edificio de departamentos, (Av. Paseo de la Reforma # 334, Ciudad de México)
  - Edificio de departamentos, (calle Fundición [actual Rubén Darío] y calle Rincón del Bosque, Ciudad de México)
  - Edificio de departamentos, (calle Río Balsas # 36, Ciudad de México)
  - Hospital General de Saltillo, (Saltillo, Coahuila)
  - Hospital Semiurbano de Tulancingo, (Tulancingo, Hidalgo)
  - Hospital para Tuberculosos de Ximonco, (Perote, Veracruz, hoy abandonado)
  - Edificio de oficinas Avenida, (Av. Juárez # 88, Ciudad de México)

### De 1945 a 1949
- 1945

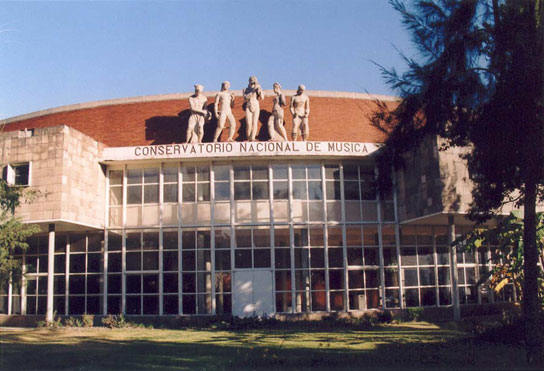
Conservatorio Nacional de Música.

  - Proyecto integral para el crucero Reforma-Insurgentes (Ciudad de México)
  - Hotel Plaza (Av. Insurgentes y calle Sullivan, Ciudad de México, Dañado parcialmente en los sismos de 1985, actualmente remodelado como edificio de oficinas)
  - Benemérita Escuela Nacional de Maestros (Calzada México-Tacuba y Avenida de los Maestros, Ciudad de México, dañada parcialmente en el sismo del 28 de julio de 1957, que motivó la demolición de la torre principal)
- 1946
  - Secretaría de Recursos Hidráulicos, (Av. Paseo de la Reforma y calle Ignacio Ramírez, Ciudad de México, en colaboración con Enrique del Moral, actualmente hotel Embassy Suites)
  - Edificio de oficinas Versalles para el Banco del País (Av. Paseo de la Reforma y calle Versalles, hoy demolido)
  - Conservatorio Nacional de Música, (Av. Presidente Masaryk y Ferrocarril de Cuernavaca, Ciudad de México)
  - Edificio Embajada Americana, (Av. Paseo de la Reforma y calle José María Lafragua, Ciudad de México, dañado parcialmente en los sismos de 1985, actualmente remodelado)
  - Centro Urbano Presidente Alemán (Multifamiliar Alemán), (Av. Coyoacán y calle Félix Cuevas, Ciudad de México)
  - Unidad Modelo #9 (Unidad Modelo), (Iztapalapa, Ciudad de México)
- 1949
  - Unidades Vecinales Tlacotal, Bramadero y Centinela, (Ciudad de México)
  - Unidad Vecinal Modelo, ( Guadalajara, Jalisco)

### De 1950 a 1954
- 1950
  - Unidades Vecinales Avante y Ejército Mexicano, (Ciudad de México)
  - Centro Urbano Presidente Juárez (Multifamiliar Juárez), (calle Orizaba y calle Antonio M. Anza, Ciudad de México, dañado severamente en los sismos de 1985)
  - Cinco residencias unifamiliares para arquitectos, (Acapulco, Guerrero, en colaboración con Enrique del Moral)
  - Torre de Rectoría de la Ciudad Universitaria de la UNAM, (Ciudad de México, en colaboración con los arquitectos Enrique del Moral y Salvador Ortega)

- 1951

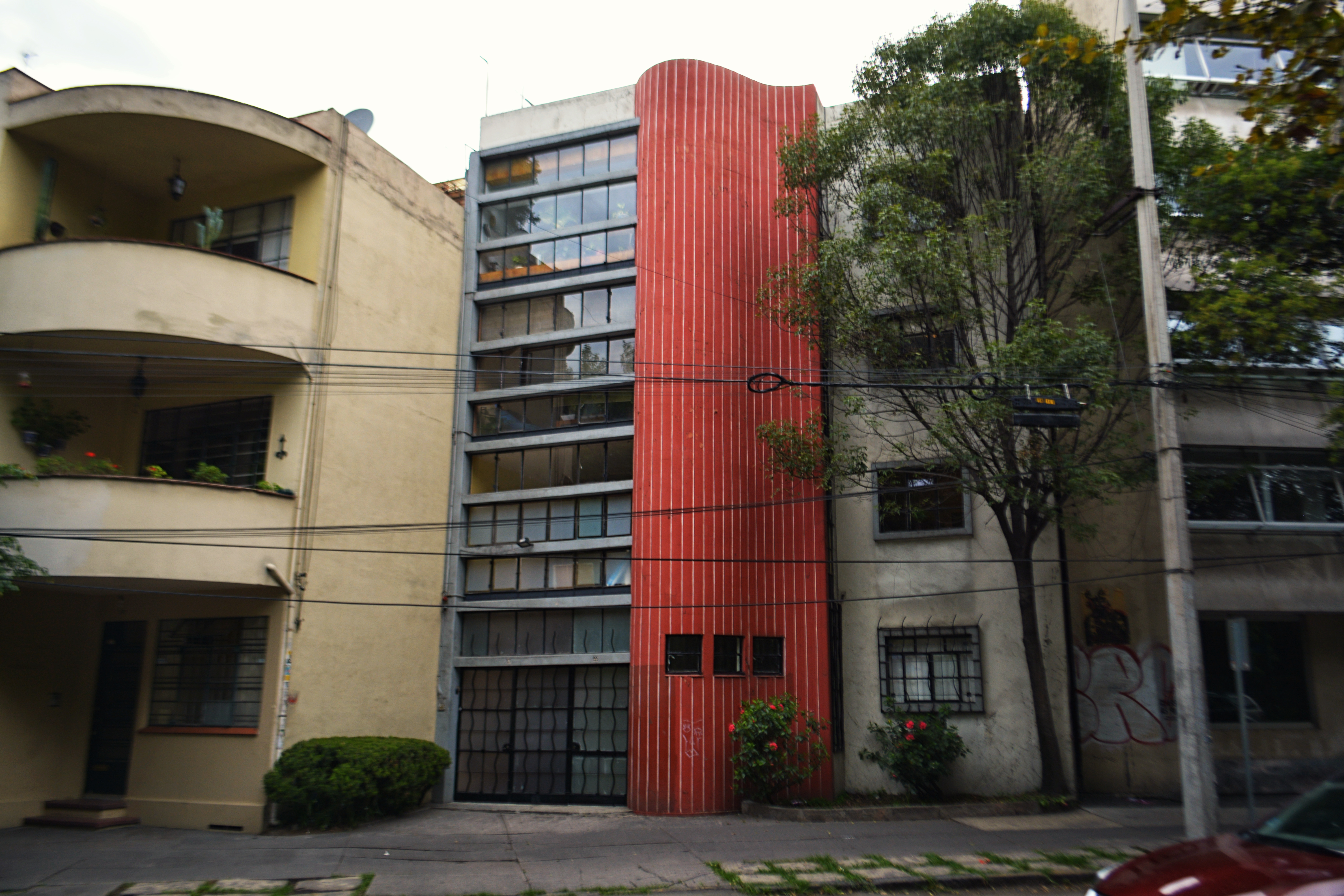
Parque España 55, colonia Condesa.

  - Plan Maestro de la Ciudad Universitaria de la UNAM, (Ciudad de México, en colaboración con Enrique del Moral a partir del proyecto de Teodoro González de León, Enrique Molinar y Armando Franco, en ese entonces estudiantes de la Escuela Nacional de Arquitectura)
  - Multifamiliar de Maestros en la Ciudad Universitaria de la UNAM, (Ciudad de México, en colaboración con Salvador Ortega)
  - Estudio de Planificación de la Región Henequenera de Yucatán, (Elaborado junto con su Taller de Urbanismo: José Luis Cuevas, Domingo García Ramos, entre otros)
  - Club de Golf México, (Ciudad de México)
  - Aeropuerto de Acapulco, (Acapulco, Guerrero, en colaboración con Enrique del Moral, hoy demolido)
  - Edificio de apartamentos, Parque España 55, colonia Condesa. Modificados de su plan original.

- 1952

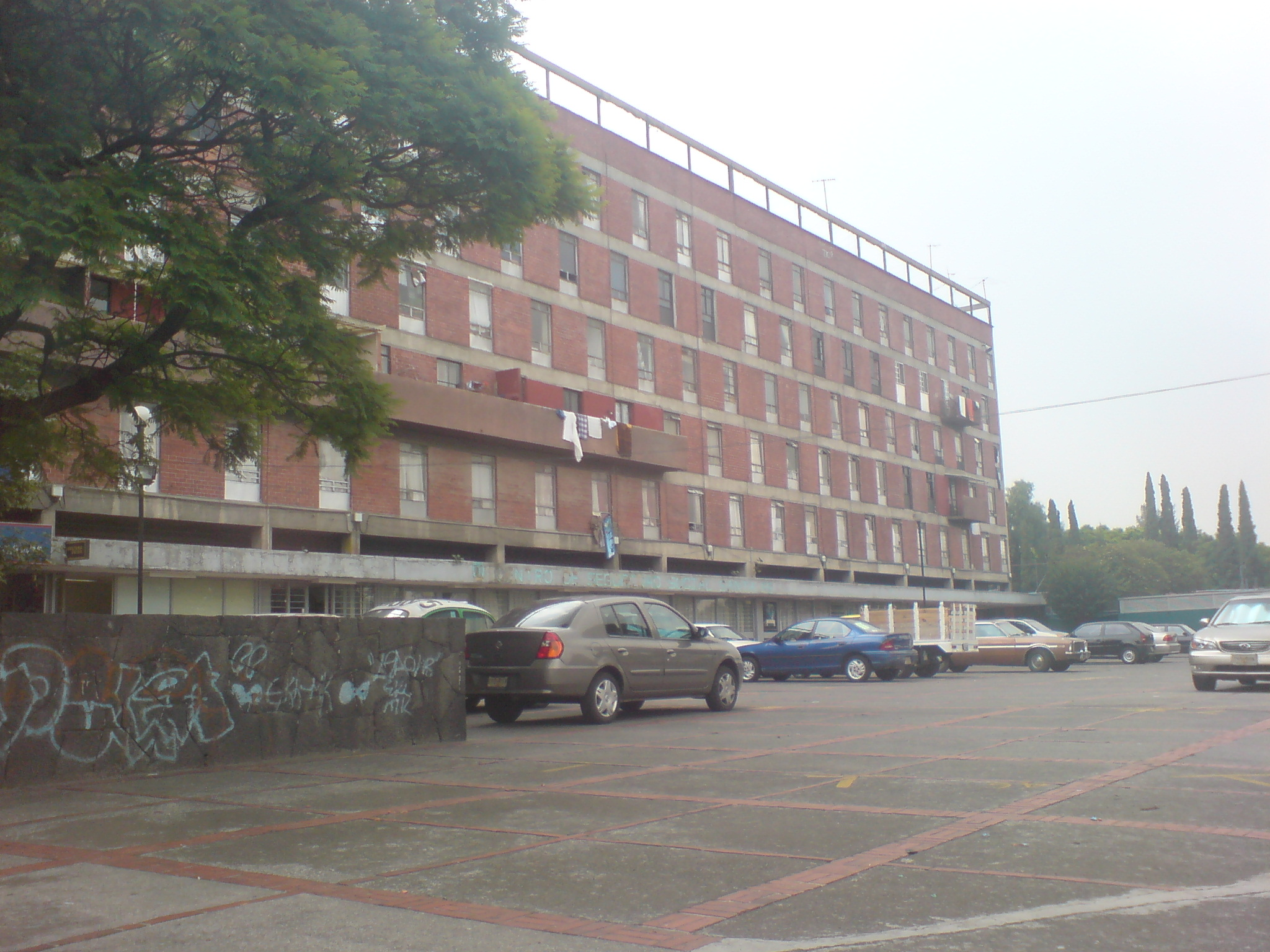
Unidad Habitacional Santa Fe, Ciudad de México.

  - Unidad Vecinal 1 del IMSS (Unidad Habitacional Santa Fe), (Santa Fe, Ciudad de México), (en colaboración con su Taller de Urbanismo y el Arq. Luis Ramos Cunningham)
  - Casa Lima, (Cuernavaca, Morelos)
  - Casa García de Alba, (Cuernavaca, Morelos)
- 1953
  - Planificación de la Laguna del Marqués, (Acapulco, Guerrero, en colaboración con su Taller de Urbanismo)
  - Planos reguladores del Ferrocarril Pacífico, que incluía los planos reguladores de las ciudades de Mazatlán, Guaymas y Culiacán, (en colaboración con su Taller de Urbanismo)
  - Planificación de Acapulco para la Comisión de Planificación Regional de Acapulco, (Acapulco, Guerrero, en colaboración con su Taller de Urbanismo)
  - Hotel Pozo del Rey, Acapulco, Guerrero, en colaboración con Enrique del Moral)
- 1954
  - Plan Maestro de la Ciudad Satélite, (en colaboración con su Taller de Urbanismo)
  - Centro Satélite, (Ciudad Satélite, Ciudad de México), (convertido actualmente en un supermercado)
  - Edificio de Departamentos Explanada, (Ciudad de México)
  - Unidad Habitacional Cantinflas, (Santa Fe, Ciudad de México)

### De 1955 a 1959
- 1955
  - Club de Yates, (Acapulco, Guerrero, en colaboración con Salvador Ortega)
- 1956
  - Plan regulador de la ciudad de Hermosillo, (Hermosillo, Sonora, en colaboración con su Taller de Urbanismo)
  - Condominio de oficinas Reforma, (Av. Paseo de la Reforma y calle Río Guadalquivír, Ciudad de México)
  - Condominio Jamaica Unidad Habitacional Bancomer, (a una cuadra del Mercado de Jamaica, Ciudad de México, en colaboración con Salvador Ortega)
- 1957
  - Edificio para el Banco Popular Condominio Acero, (en la Macroplaza de Monterrey, Nuevo León, en colaboración con Ramón Lamadrid)
  - Condominio Los Cocos, (Acapulco, Guerrero)
  - Condominio de departamentos Reforma, (Av. Paseo de la Reforma y calle Varsovia, Ciudad de México, en colaboración con Salvador Ortega)*
  - Multifamiliar "Francisco Zarco" (Victoria de Durango, Durango, primer Multifamiliar en su tipo fuera de Ciudad de México)
- 1958
  - Unidad Vecinal 2 del IMSS, (Tequesquináhuac en Tlalnepantla, Estado de México)
  - Condominio Insurgentes 300, Colonia Roma Norte, Ciudad de México
  - Plano regulador de la ciudad de Matamoros, (Matamoros, Tamaulipas)
- 1959
  - Unidad habitacional, (Caracas, Venezuela, en colaboración con Enrique Molinar)

### De 1960 a 1964
- 1960

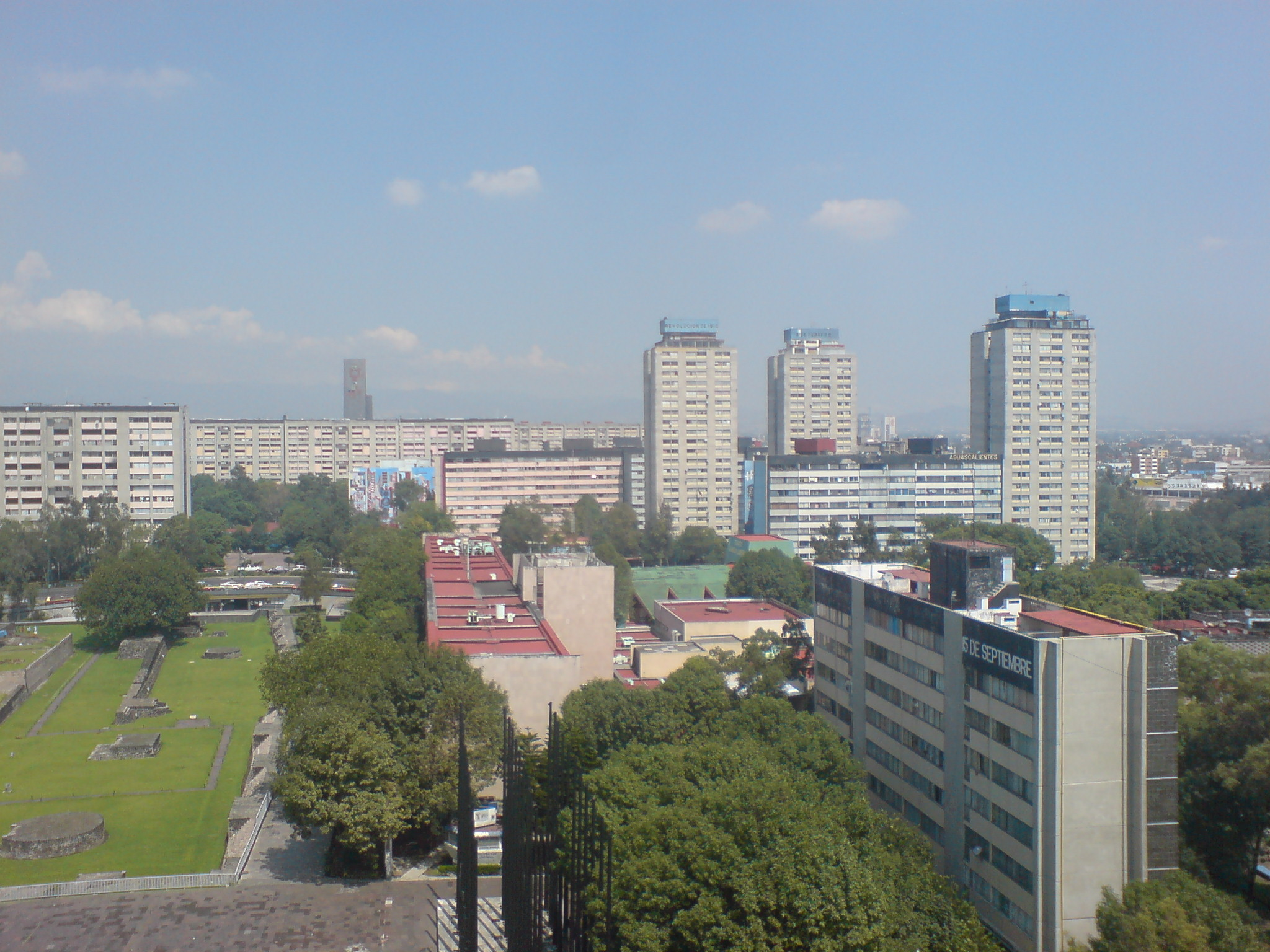
Conjunto Urbano Nonoalco Tlatelolco, Ciudad de México.

  - Proyecto de edificio de departamentos de lujo, (Caracas, Venezuela), (en colaboración con los arquitectos Luis Ramos Cunningham y J.F. Bonpaix)
  - Proyecto para el Club Venezuela, (Caracas, Venezuela, en colaboración con Hilario Galguera y Franco d'Ayala)
  - Proyecto para edificio de oficinas y comercios de lujo, (Caracas, Venezuela, en colaboración con Luis Ramos Cunningham)
- 1962
  - Edificio de Aduana y Migración, (Matamoros, Tamaulipas)
- 1963
  - Edificio de Aduana y Migración, (Piedras Negras, Coahuila)
  - Edificio en condominio Banco Provincial del Norte, (Chihuahua, Chihuahua)
- 1964
  - Conjunto Urbano Nonoalco Tlatelolco, (Ciudad de México, en colaboración con Luis Ramos Cunningham, dañado parcialmente en los sismos de 1985)
  - Torre Insignia del Conjunto Urbano Nonoalco Tlatelolco, (Ciudad de México)
  - Escuelas y guarderías en Tlatelolco, (Ciudad de México)
  - Edificio de Aduana y Migración (Nogales, Sonora)
  - Palacio Municipal de Nogales, (Sonora)
  - Supermercado, centro comercial y sala de exposiciones, (Ciudad Juárez, Chihuahua)
  - Unidad Habitacional John F. Kennedy, (Eje 3 Oriente, Francisco del Paso y Troncoso; Jardín Balbuena, Ciudad de México)

### De 1965 a 1969
- 1965
  - Unidad Habitacional Lomas de Plateros, (Mixcoac, Ciudad de México, en colaboración con Luis Ramos Cunningham)
  - Unidad Habitacional Lindavista-Vallejo, (Ciudad de México, en colaboración con Hilario Galguera)
  - Programa Nacional Fronterizo, incluye planos reguladores de Matamoros, Reynosa, Piedras Negras, Ciudad Juárez, Nogales, Mexicali, Tecate, Tijuana y San Luis Río Colorado (en colaboración con su Taller de Urbanismo)
- 1968
  - Proyectos de desarrollos turísticos en San Quintín (Baja California), Puerto Escondido (Oaxaca) y Bahía Concepción (Baja California Sur)
- 1969
  - Hotel Condesa del Mar, (Acapulco, Guerrero, actual hotel Fiesta Americana Villas Acapulco)

### De 1969 a 2022
Se le reconoce en la actualidad por ser parte del alumnado del Taller UNO y ser parte del Autogobierno de la Facultad de Arquitectura de la Universidad Nacional Autónoma de México.

## Galería fotográfica

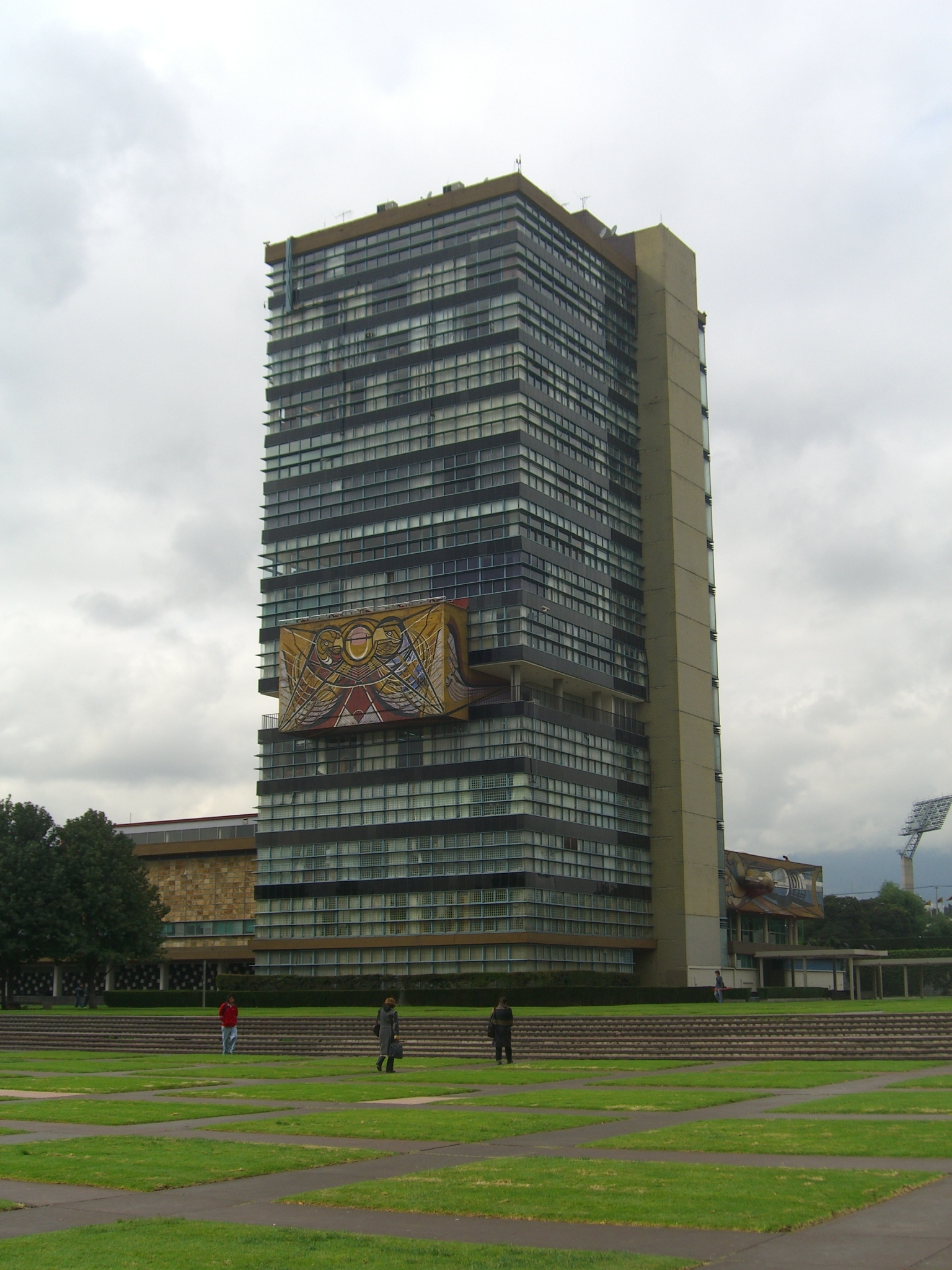
Torre de Rectoría de la Ciudad Universitaria de la UNAM, Ciudad de México
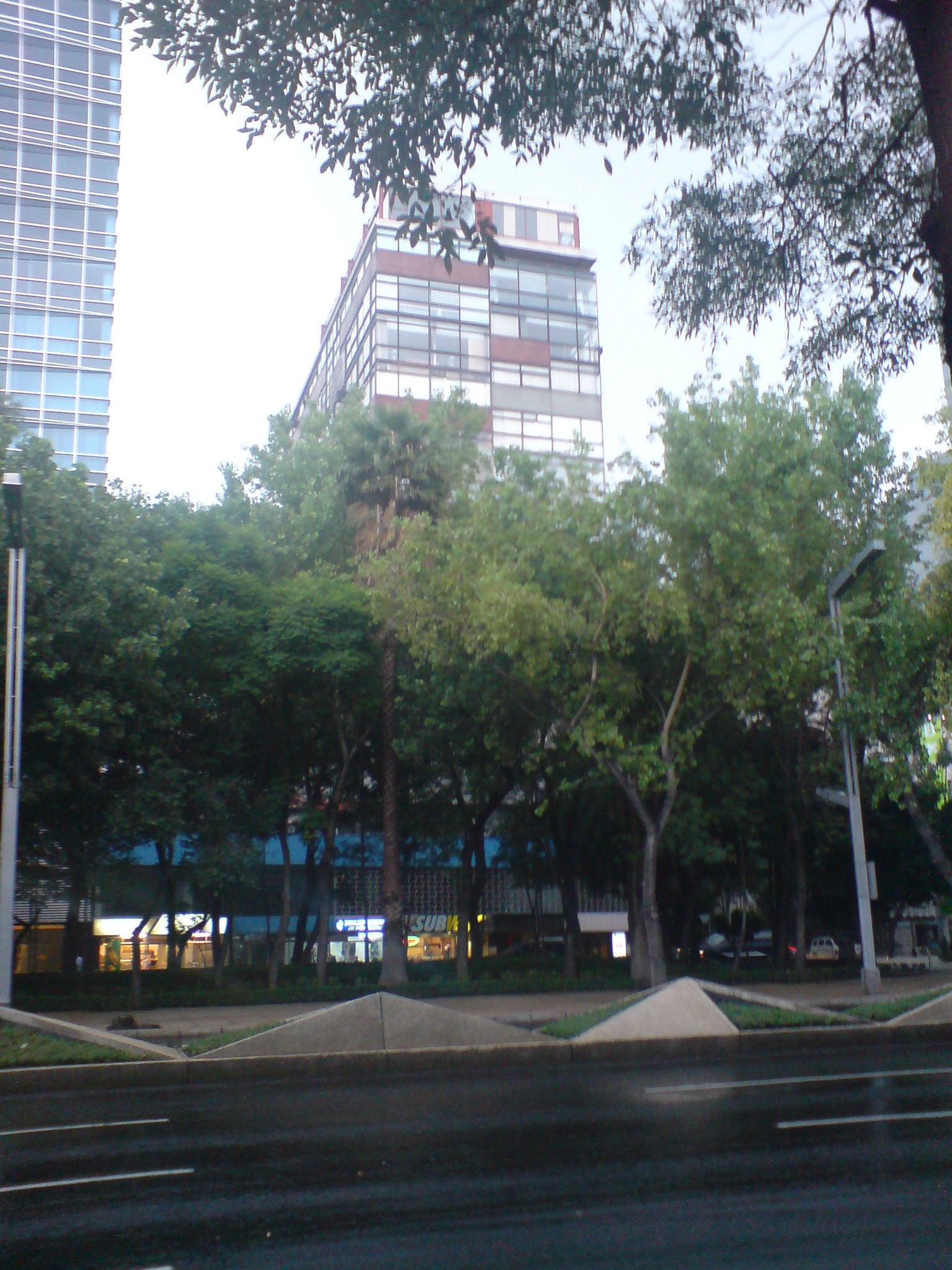
Condominio en Av. Paseo De La Reforma y Río Guadalquivir, Ciudad de México
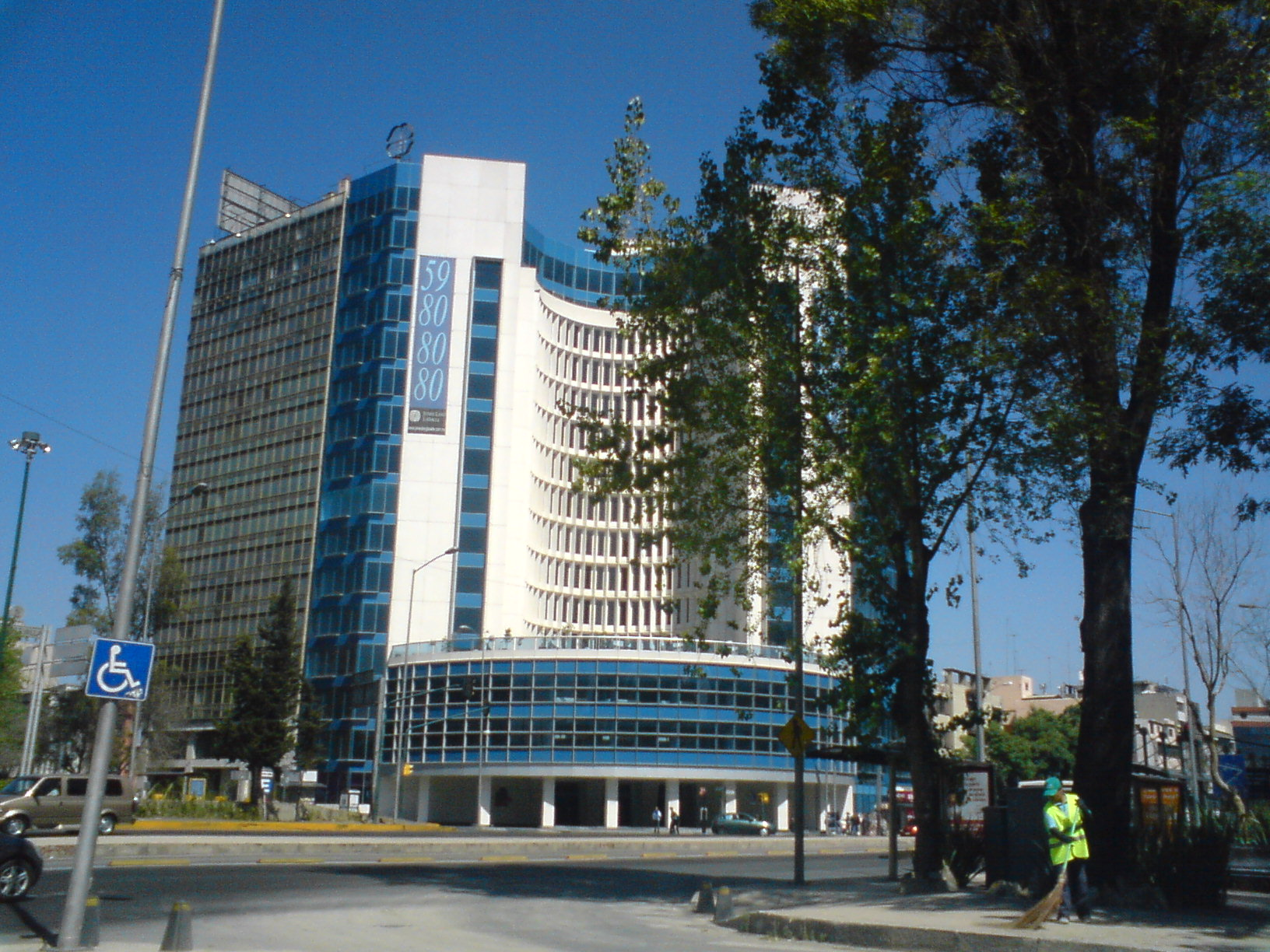
Hotel Plaza, Ciudad de México
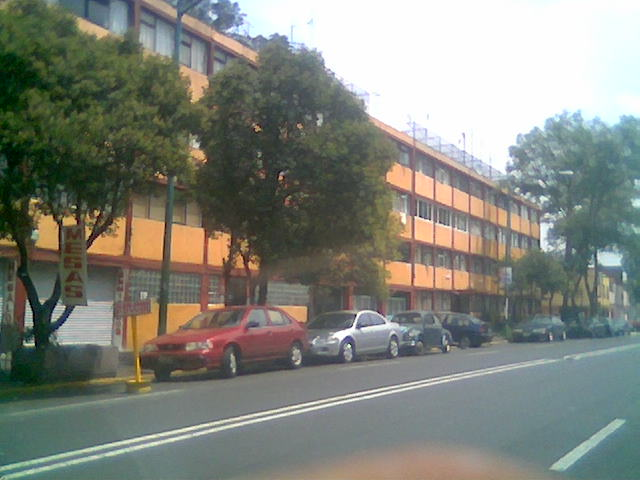
Unidad Habitacional Jamaica, Ciudad de México
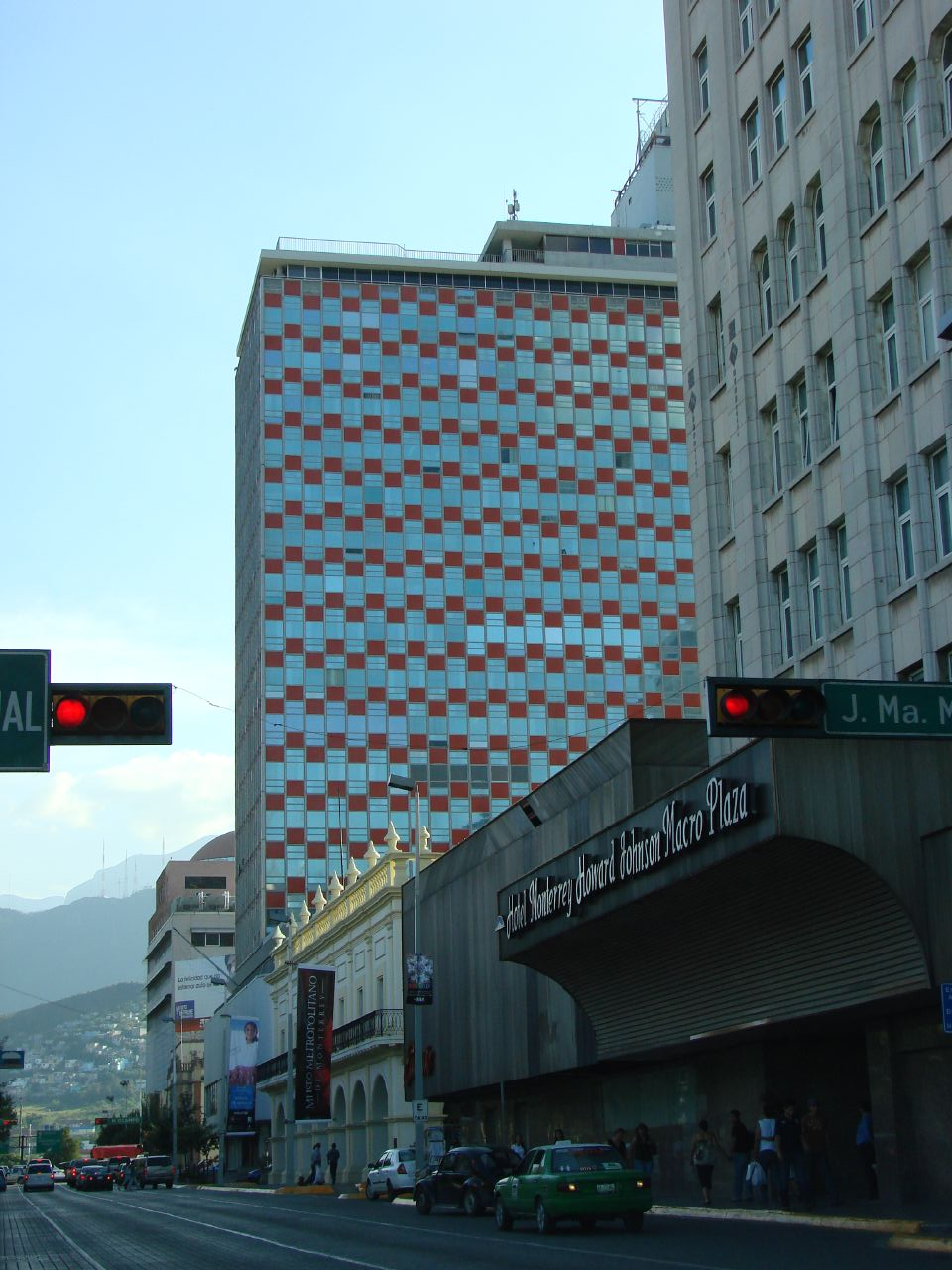
Condominio Acero, Macroplaza de Monterrey